# 62 Erata
62 Erato (mednarodno ime 62 Erato, starogrško starogrško Ἐρατώ: Erató) je velik asteroid tipa C v glavnem asteroidnem pasu. Pripada asteroidni družini Temida.

## Odkritje
Asteroid sta odkrila Oskar Lesser (1830 – 1887) in Wilhelm Julius Foerster (1832 – 1921) 14. septembra 1860. . Ime je dobil po Erato, muzi lirske poezije v grški mitologiji.

## Lastnosti
Asteroid Erato obkroži Sonce v 5,52 letih. Njegova tirnica ima izsrednost 0,178, nagnjena pa je za 2,223° proti ekliptiki. Njegov premer je 95,4 km, okrog svoje osi pa se zavrti v 9,22 h .